# Boldenone
Boldenone, noto anche come Delta-1-Testosterone o ∆-1 -testosterone, è uno steroide androgeno anabolizzante naturale (AAS).
Come altri AAS, il boldenone è un agonista del recettore degli androgeni (AR). L'attività del boldenone è principalmente anabolica, con una bassa azione androgenica. Il Boldenone aumenta la ritenzione di azoto, la sintesi proteica, aumenta l'appetito e stimola il rilascio di eritropoietina nei reni.
La società svizzera specializzata nell'industria chimica Ciba brevettò il boldenone nel 1949. Successivamente sviluppò diversi esteri sperimentali del farmaco negli anni 50 e 60. Uno di questi è stato il boldenone undecylenate (chiamato anche Equipose), che è stato introdotto per uso clinico con il nome di Parenabol, che è stato utilizzato alla fine degli anni 60 e all'inizio degli anni 70. Tuttavia, è stato ritirato prima della fine degli anni 70. Successivamente, il boldone undecylenate è stato introdotto da Squibb con il marchio Equipose per uso veterinario specialmente nei cavalli.